# Karl Rohan
Karl Rohan (ur.  1934, zm. 28 października 2008) – austriacki brydżysta i działacz brydżowy, World Life Master oraz Senior International Master (WBF), European Grand Master oraz European Champion w kategorii Open (EBL).

## Pełnione funkcje
Karl Rohan pełnił następujące funkcje w WBF i EBL:
- 1987-1991 Członek Zarządu WBF;
- 1991-1994 Honorowy Sekretarz Zarządu WBF;
- 1990-1995 Członek Komisji Odwoławczej WBF;
- 1993-1995 Członek Komitetu Konstytucji i Statutu WBF;
- 1988-1989 Członek Komitetu Kart Konwencyjnych WBF;
- 1988-1999 Członek Komisji Finansów WBF;
- 1995-1995 Członek Komisji Nadzorczej WBF;
- 1993-1995 Członek Komitetu Zasad WBF;
- 1989-1990 Przewodniczący Komisji Systemów WBF;
- 1991-1992 Emerytowany Przewodniczący Komisji Systemów WBF;
- 1983-1983 Członek Zarządu EBL;
- 1984-1987 Pełniący Obowiązki Skarbnika Zarządu EBL;
- 1987-1995 Skarbnik Zarządu EBL;
- 1999-2001 Członek Komitetu Systemów EBL.

Karl Rohan otrzymał w roku 1989 Srebrny Medal EBL. W latach 1995 i 2007 zostawał Honorowym Członkiem EBL.
W roku 1996 Karl Rohan był członkiem Komisji Odwoławczej na 4. Mistrzostwach Europy Mikstów.

## Wyniki brydżowe

### Olimpiady
Na olimpiadach uzyskał następujące rezultaty:
| Olimpiady brydżowe. Zawody teamów | Olimpiady brydżowe. Zawody teamów | Olimpiady brydżowe. Zawody teamów | Olimpiady brydżowe. Zawody teamów | Olimpiady brydżowe. Zawody teamów | Olimpiady brydżowe. Zawody teamów |
| Rok                               | Miejsce                           | Zawody                            | Kategoria                         | Drużyna                           | Pozycja                           |
| --------------------------------- | --------------------------------- | --------------------------------- | --------------------------------- | --------------------------------- | --------------------------------- |
| 1980                              | Valkenburg                        | 6. Olimpiada Teamów               | Open                              | Austria                           | 9                                 |

### Zawody światowe
W światowych zawodach zdobył następujące lokaty:
| Mistrzostwa Świata. Konkurencja teamów | Mistrzostwa Świata. Konkurencja teamów | Mistrzostwa Świata. Konkurencja teamów | Mistrzostwa Świata. Konkurencja teamów | Mistrzostwa Świata. Konkurencja teamów | Mistrzostwa Świata. Konkurencja teamów |
| Rok                                    | Miejsce                                | Zawody                                 | Kategoria                              | Drużyna                                | Pozycja                                |
| -------------------------------------- | -------------------------------------- | -------------------------------------- | -------------------------------------- | -------------------------------------- | -------------------------------------- |
| 2000                                   | Southampton                            | 34. Mistrzostwa Świata Teamów          | Trans                                  | Rohan                                  | 21                                     |
| 2000                                   | Southampton                            | 34. Mistrzostwa Świata Teamów          | Seniorzy                               | Obrońcy Tytułu                         | 5                                      |
| 1998                                   | Lille                                  | 10. Mistrzostwa Świata                 | Seniorzy                               | Rohan                                  | 1                                      |
| 1994                                   | Albuquerque                            | 9. Mistrzostwa Świata                  | Seniorzy                               | Rohan                                  | 1                                      |
| 1985                                   | São Paulo                              | 27. Mistrzostwa Świata Teamów          | Open                                   | Austria                                | 2                                      |
| 1982                                   | Biarritz                               | 6. Mistrzostwa Świata                  | Open                                   | Rohan                                  | 12                                     |

| Mistrzostwa Świata. Konkurencja par | Mistrzostwa Świata. Konkurencja par | Mistrzostwa Świata. Konkurencja par | Mistrzostwa Świata. Konkurencja par | Mistrzostwa Świata. Konkurencja par | Mistrzostwa Świata. Konkurencja par |
| Rok                                 | Miejsce                             | Zawody                              | Kategoria                           | Partner                             | Pozycja                             |
| ----------------------------------- | ----------------------------------- | ----------------------------------- | ----------------------------------- | ----------------------------------- | ----------------------------------- |
| 2006                                | Werona                              | 12. Mistrzostwa Świata              | Miksty                              | Barbara Lindinger                   | 425                                 |
| 1994                                | Albuquerque                         | 9. Mistrzostwa Świata               | Seniorzy                            | Franz Baratta                       | 8                                   |
| 1990                                | Genewa                              | 8. Mistrzostwa Świata               | Seniorzy                            | Franz Baratta                       | 3                                   |

### Zawody europejskie
W europejskich zawodach zdobył następujące lokaty:
| Zawody europejskie. Konkurencja teamów | Zawody europejskie. Konkurencja teamów | Zawody europejskie. Konkurencja teamów | Zawody europejskie. Konkurencja teamów | Zawody europejskie. Konkurencja teamów | Zawody europejskie. Konkurencja teamów |
| Rok                                    | Miejsce                                | Zawody                                 | Kategoria                              | Drużyna                                | Pozycja                                |
| -------------------------------------- | -------------------------------------- | -------------------------------------- | -------------------------------------- | -------------------------------------- | -------------------------------------- |
| 1997                                   | Montecatini                            | 43. Mistrzostwa Europy Teamów          | Seniorzy                               | Austria                                | 11                                     |
| 1995                                   | Vilamoura                              | 42. Mistrzostwa Europy Teamów          | Seniorzy                               | Israel/Austria                         | 6                                      |
| 1992                                   | Ostenda                                | 2. Mistrzostwa Europy Mikstów          | Miksty                                 | Rohan                                  | 8                                      |
| 1985                                   | Salsomaggiore                          | 37. Mistrzostwa Europy Teamów          | Open                                   | Austria                                | 1                                      |
| 1983                                   | Wiesbaden                              | 36. Mistrzostwa Europy Teamów          | Open                                   | Austria                                | 5                                      |
| 1979                                   | Lozanna                                | 34. Mistrzostwa Europy Teamów          | Open                                   | Austria                                | 9                                      |

| Zawody europejskie. Konkurencja par | Zawody europejskie. Konkurencja par | Zawody europejskie. Konkurencja par | Zawody europejskie. Konkurencja par | Zawody europejskie. Konkurencja par | Zawody europejskie. Konkurencja par |
| Rok                                 | Miejsce                             | Zawody                              | Kategoria                           | Partner                             | Pozycja                             |
| ----------------------------------- | ----------------------------------- | ----------------------------------- | ----------------------------------- | ----------------------------------- | ----------------------------------- |
| 1995                                | Rzym                                | 8. Mistrzostwa Europy Par           | Seniorzy                            | Franz Baratta                       | 3                                   |
| 1991                                | Montecatini                         | 6. Mistrzostwa Europy Par           | Seniorzy                            | Franz Baratta                       | 3                                   |
| 1989                                | Salsomaggiore                       | 5. Mistrzostwa Europy Par           | Seniorzy                            | David Bardach                       | 16                                  |

## Klasyfikacja
- Karl Rohan – klasyfikacja WBF (ang.)
- Karl Rohan – klasyfikacja EBL (ang.)